# Capo Enniberg

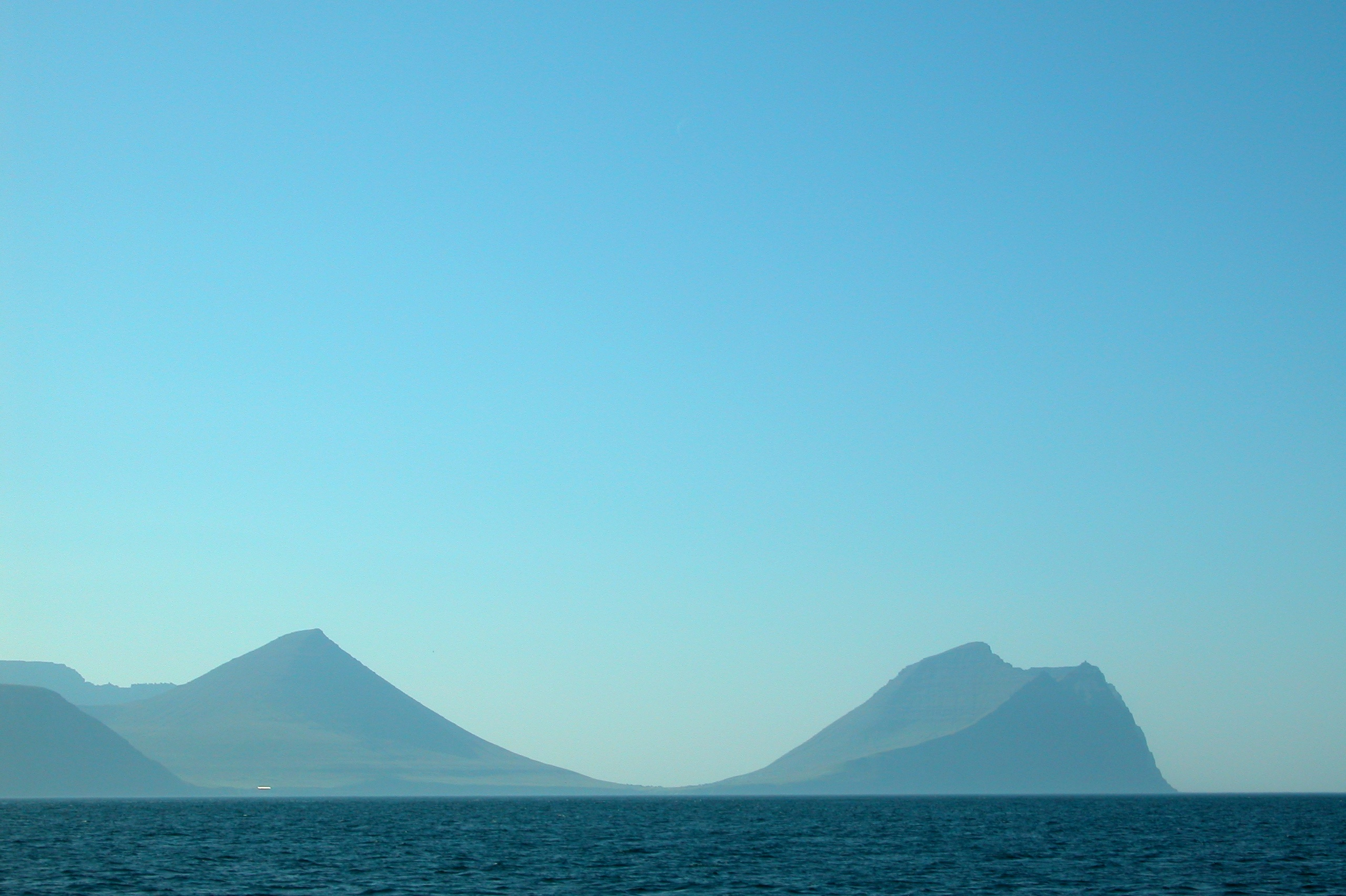
Capo Enniberg
Panoramica di Viðoy, con il promontorio a destra

Capo Enniberg (Kap Enniberg in danese, Cape Enniberg in inglese) è un promontorio dell'isola di Viðoy, nell'arcipelago delle Isole Fær Øer, che appartengono amministrativamente alla Danimarca.
Il capo detiene alcuni record: innanzitutto di posizione, dato che è il punto più settentrionale dell'isola di cui fa parte e, dato che Viðoy è la più settentrionale tra le altre, di tutte le isole Fær Øer. Inoltre, cadendo improvvisamente in mare sul lato nord da 756 m d'altezza, forma le scogliere marine più alte d'Europa, oltre che la scogliera verticale più alta del mondo.